# Wardarak
Wardarak – chłodny wiatr typu bora, występujący w dolinie rzeki Wardar (m.in. w Salonikach). Wieje z kierunku północno-zachodniego.